# Jambiani
Jambiani è un villaggio di circa 6.000 abitanti, situato sulla costa sudorientale di Unguja, la principale isola dell'arcipelago di Zanzibar, in Tanzania. Si estende lungo la spiaggia per circa 5 km, fra Paje a nord e Makunduchi a sud, ed è suddiviso in una dozzina di "frazioni", tra cui Mchangani, Mwendawima e Mfumbwi. La popolazione di Jambiani viveva tradizionalmente soprattutto di pesca e agricoltura. A queste attività tradizionali si sono aggiunte negli ultimi decenni la coltivazione delle alghe rosse (Eucheuma spp.) e il turismo: la spiaggia di Jambiani (Jambiani Beach) è infatti una delle mete balneari più rinomate di Zanzibar.